# Voyage organisé (film)
Pour plus de détails, voir Fiche technique et Distribution.
Voyage organisé (Hardevil Hare en anglais) est un cartoon Looney Tunes réalisé par Chuck Jones sorti en 1948, mettant en scène Bugs Bunny, Marvin le Martien et son chien K-9.

## Synopsis
Malgré son refus, Bugs Bunny est envoyé sur la Lune. Il rencontre bientôt Marvin le Martien, qui veut détruire la Terre en utilisant un pétard (en réalité un modulateur spatio-temporel) comme propulseur. Bugs vole le modulateur, et Marvin envoie alors son chien K-9 pour le récupérer. Le lapin lui fait le coup du miroir, et s'échappe. 
Finalement, Bugs fait exploser le modulateur entre les mains de Marvin et K-9, et réduit la Lune en un simple croissant. Il demande aux astronomes de venir le récupérer, alors accroché à un des sommets du satellite. Marvin et K-9 ont survécu, accrochés à la jambe du lapin.

## Fiche technique
Source IMDb
- Titre original  : Hardevil Hare

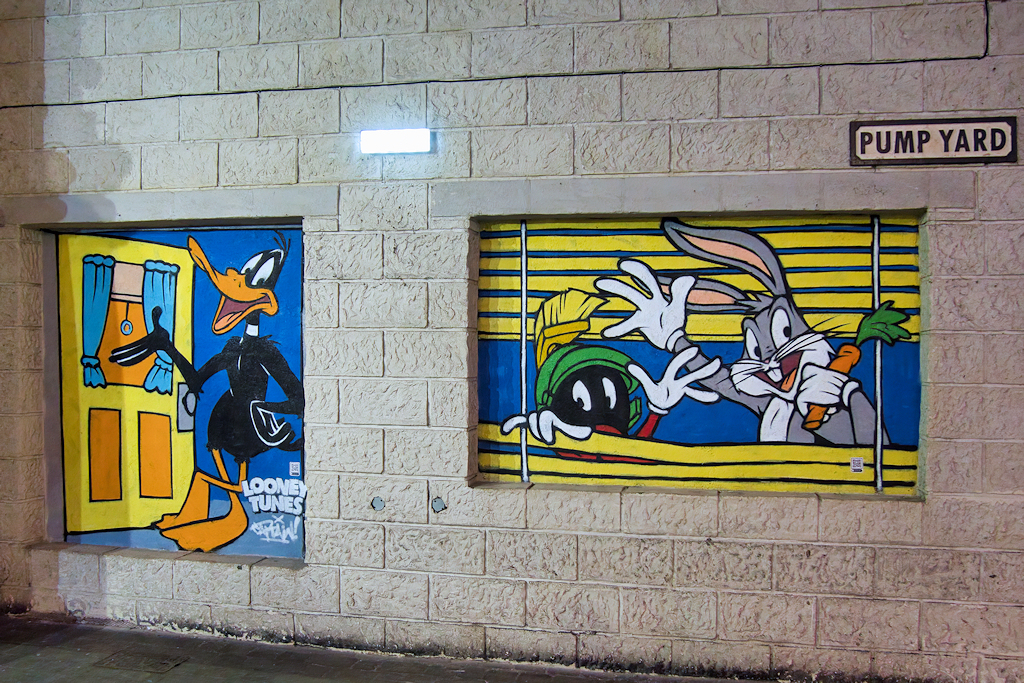
Fresque avec Bugs Bunny et Marvin, à Manchester.

- Titre en français : Voyage organisé
- Réalisation  : Chuck Jones (Charles M. Jones)
- Scénario : Michael Maltese
- Producteur : Edward Selzer (non cité)
- Musique : Carl W. Stalling
- Orchestration : Milt Franklyn (non cité)
- Montage : Treg Brown (non cité)
- Pays de production : États-Unis
- Langue : anglais
- Format : couleur (Technicolor) - 35 mm - 1,37:1 - son mono - procédé cinématographique : sphérique
- Genre : court métrage de dessin animé de comique, science-fiction
- Durée : 6 minutes et 48 secondes
- Date de sortie : États-Unis : 24 juillet 1948

### Animation

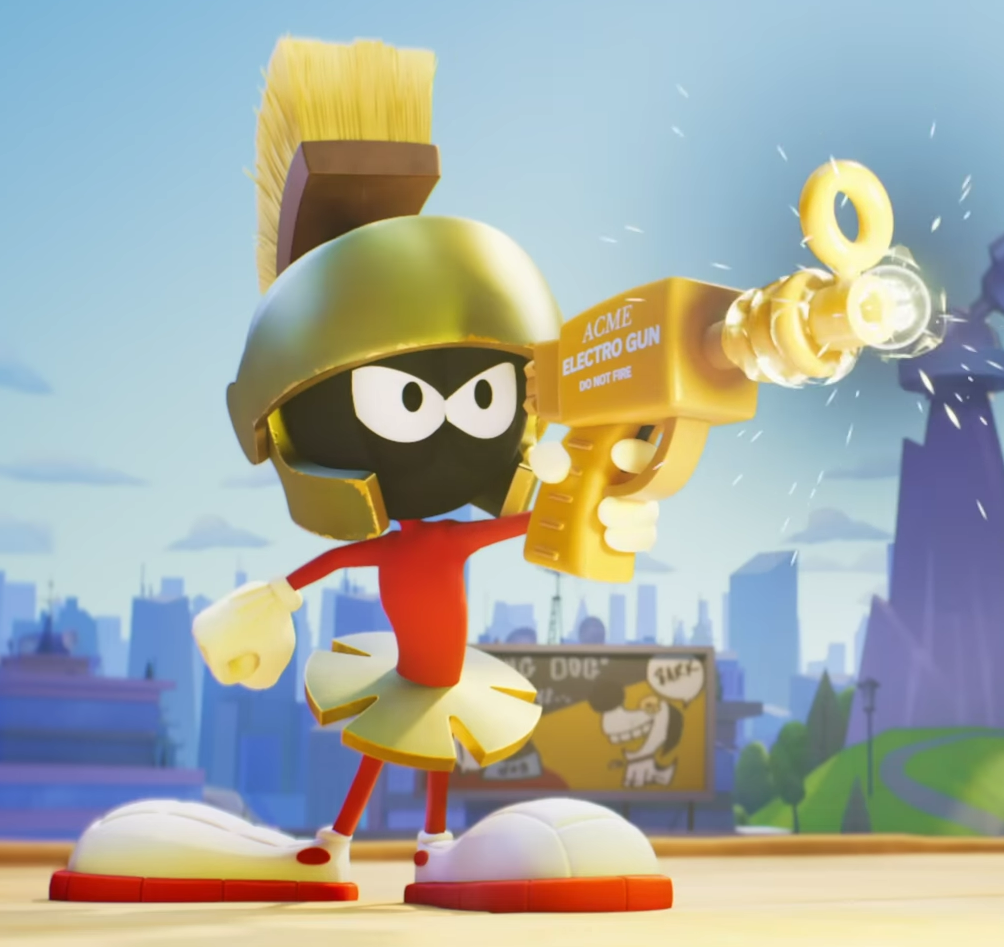
Marvin le Martien.

Animateurs :
- Ken Harris
- Phil Monroe
- Lloyd Vaughan
- Ben Washam

Animateurs non cités :
- Pete Burness
- Richard Thompson
- Abe Levitow (assistant)
- Steve Milman (supervision)

Décors :
- Peter Alvarado (non cité)

Mise en place :
- Robert Gribbroek (en) (non cité)

## Distribution
Voix originales :
- Mel Blanc : Bugs Bunny, Marvin le Martien, K-9, un chanteur de jingles de radio, les techniciens du centre de contrôle
- The Sportsmen Quartet : chanteurs de jingles de radio (non cités)

Voix françaises :
- Gérard Surugue : Bugs Bunny
- Jean-Loup Horwitz

## Musiques
Aucune musique n'est au générique.
- Boy Scout in Switzerland

Musique composée par Raymond Scott.
- Rough Riders March

Musique par Hugo Riesenfeld. Elle est jouée pendant les cartons-titre du générique.
- Dawn and Siegfried's Rhine Journey

Extrait de l'opéra du Crépuscule des dieux. Musique composée par Richard Wagner. Elle est entendue brièvement après le décollage de la fusée.

## Réception

### Box Office
Source IMDb
- États-Unis et Canada :  14 753 $ (US)
  - Week-end de sortie aux États-Unis et au Canada : 12 285 $US (16 février 1998)
- Monde : 14 753 $ (US)

## Autour du film
C'est dans ce cartoon que sont nés Marvin le Martien et son chien K-9. 

## Disponibilité enDVD
- Looney Tunes : Tes héros préférés vol.1